# テリー伊藤のネホリハホリ
『テリー伊藤のネホリハホリ』（テリーいとうのネホリハホリ）は、2011年10月3日から2012年3月19日までテレビ東京系列で月曜24:12 - 24:53（JST）に放送されていたバラエティ番組。

## 概要
テリー伊藤と芹那（元SDN48）が、注目企業の社員に根掘り葉掘り的に直撃しながら、日本経済をゆるく紐解いていくバラエティ番組。テリー伊藤のテレビ東京系番組へのレギュラー出演は『給与明細』以来3年ぶりとなる。
2012年3月19日を以って終了。後継番組は2011年12月24日に『土曜スペシャル』で放送された『そうだ旅（どっか）に行こう。』がレギュラー放送化されることになった。

## 出演者
- テリー伊藤
- 芹那

## ネット局と放送時間
| 放送対象地域      | 放送局                    | 系列           | 放送日時                      | 放送開始日     |
| ----------------- | ------------------------- | -------------- | ----------------------------- | -------------- |
| 関東広域圏 制作局 | テレビ東京（TX）          | テレビ東京系列 | 月曜 24:12 - 24:53 同時ネット | 2011年10月3日  |
| 北海道            | テレビ北海道（TVh）       | テレビ東京系列 | 月曜 24:12 - 24:53 同時ネット | 2011年10月3日  |
| 愛知県            | テレビ愛知（TVA）         | テレビ東京系列 | 月曜 24:12 - 24:53 同時ネット | 2011年10月3日  |
| 岡山県・香川県    | テレビせとうち（TSC）     | テレビ東京系列 | 月曜 24:12 - 24:53 同時ネット | 2011年10月3日  |
| 福岡県            | TVQ九州放送（TVQ）        | テレビ東京系列 | 月曜 24:12 - 24:53 同時ネット | 2011年10月3日  |
| 奈良県            | 奈良テレビ（TVN）         | JAITS          | 金曜 22:00 - 22:30            | 2011年10月13日 |
| 和歌山県          | テレビ和歌山（WTV）       | JAITS          | 日曜 24:55 - 25:25            | 2011年10月16日 |
| 富山県            | チューリップテレビ（TUT） | TBS系列        | 水曜 24:42 - 25:24            | 2011年10月27日 |
| 石川県            | テレビ金沢（KTK）         | 日本テレビ系列 | 火曜 25:05 - 25:37            | 2011年11月1日  |
| 新潟県            | テレビ新潟（TeNY）        | 日本テレビ系列 | 日曜 12:45 - 13:26            | 不明           |

## スタッフ
- ナレーター：矢内雄一郎（テレビ東京アナウンサー）
- 構成：島津秀泰（ロコモーション）、小高弘嗣（ロコモーション）、松見寿夫（ロコモーション）
- ブレーン：松本憲一（タッチプランニング）
- リサーチ：ジェイキャスト
- 技術：ビデオウイング
- 美術：シミズオクト
- ヘアーメイク：ゴールドシップ
- 編集・MA：aai
- 音効：古川直樹（タルス）
- タイトルロゴ：松本眞弓
- 衣装協力：Be☆with
- 撮影協力：ハクビ
- デスク：岡本奈津希、向畑久美（ロコモーション）
- AD：川島貴之（タッチプランニング）
- AP：熱田和哉（タッチプランニング）、安藤珠美（タッチプランニング）
- ディレクター：田中あき子Jerry、高瀬徹、村松敬太、財津猛
- チーフディレクター：竹田真（タッチプランニング）、大城浩一郎（スクラッチ）
- 演出：有賀達也（タッチプランニング）
- プロデューサー：清水俊雄（テレビ東京）、原田政彦（ロコモーション）、根来将男（タッチプランニング）、塩川太郎
- 制作協力：株式会社ロコモーション、株式会社タッチプランニング
- 製作著作：テレビ東京